# Sebastian Frankenberger

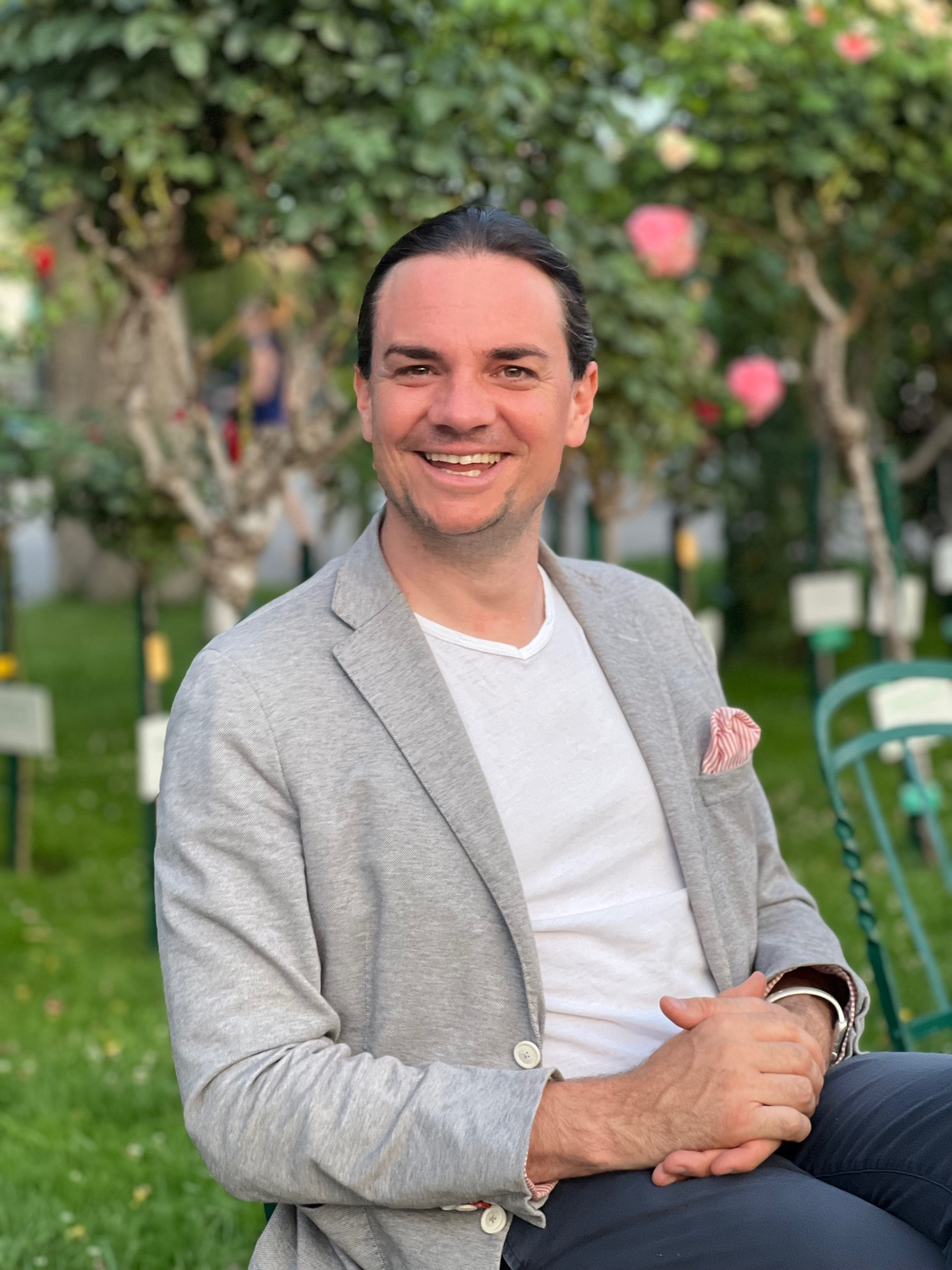
Sebastian Frankenberger (2024)

Sebastian Korbinian Frankenberger (* 17. September 1981 in Passau) ist ein deutscher ehemaliger Politiker (bis 2015 ÖDP) und österreichischer Fremdenführer. Von 2010 bis 2014 war er Bundesvorsitzender dieser Partei. Überregionale Bekanntheit erlangte er 2009 als Initiator des erfolgreichen Volksbegehrens „Für echten Nichtraucherschutz!“ in Bayern. Am 19. Februar 2015 erklärte er nach internen Diskrepanzen seinen Austritt aus der ÖDP und den Rückzug aus der deutschen Politik.

## Leben
Sebastian Frankenberger besuchte von 1992 bis 2001 das Adalbert-Stifter-Gymnasium in Passau. Nach dem Abitur begann er ein Lehramtsstudium in Mathematik und Physik an der Universität Regensburg. 2003 wechselte er an die Universität Passau zu Theologie mit dem Berufsziel Pastoralreferent, das er später wegen innerkirchlicher Veränderungen aufgab. Ob eines der Studienfächer abgeschlossen wurde, ist nicht bekannt. Zusätzlich machte er mehrere Ausbildungen, unter anderem zum Notfallseelsorger und zum staatlich geprüften Fremdenführer für Österreich. Seit 2003 arbeitet er als Kostümtheater-Führer bei den Passauer Stadtfuchs-Touren. 2007 gründete er in Linz mit zwei Kolleginnen den StadtLux (nicht mehr aktiv) , interaktive Kostümtheater-Führungen mit gruppenpädagogischen Spielelementen. Er inszeniert Vernissagen und Liveübertragungen.
Darüber hinaus war er als Notfallseelsorger tätig und arbeitete im Frühjahr 2008 als Aushilfsreligionslehrer an einer Realschule.
Im Juni 2011 brach der Verein „Streitkultur“ mit Frankenberger den Weltrekord im 44-Stunden-Dauerdebattieren an der Universität Tübingen und erhielt so einen Eintrag in das Guinness-Buch der Rekorde. Im August 2011 erschien sein Buch „Volk, entscheide! − Visionen eines christlichen Polit-Rebells“.
2017 gründet er die DonauGuides GmbH, mit der er Erlebnisse entlang der Donau vermittelt. Während der Corona-Pandemie gründete Frankenberger 2020 die Beratungsagentur Tourismus-Trainings, mit der er unter anderem zweimalig den Donau-Moldau-Guide-Tag für Gästeführer im Dreiländereck Bayern, Oberösterreich, Südböhmen veranstaltete. Seitdem gab es keine Veranstaltungen mehr. Seit 2022 ist Frankenberger der Geschäftsführer des Bildungsinstituts Guide-Training mit Sitz in Wien und führt neben österreichischen Fremdenführerkursen auch Aus- und Weiterbildungen für Guides in Deutschland durch. 
2021 gründet Frankenberger die Eventagentur Hybrid-Streaming und überträgt Theater, Musikveranstaltungen und Konferenzen.
Seit 2019 lebte Frankenberger in Wien, Linz und Passau.

## Politische Karriere
Während seiner Schulzeit wurde Frankenberger zum Bezirksschülersprecher Niederbayerns gewählt und engagierte sich später als studentischer Senator der Universität Passau. Zunächst war er Mitglied der Schüler Union, deren Vorsitz er in Passau übernahm, sowie der CSU. 2004 trat er aus der CSU aus und wechselte zur ÖDP. Den Kommunalwahlkampf 2008 gestaltete er für die ÖDP maßgeblich mit, wurde in den Stadtrat Passau gewählt und gehörte diesem von 2008 bis 2011 an. 2008 wurde er zudem stellvertretender Geschäftsführer der bayerischen ÖDP; dieses Amt bekleidete er bis Ende 2010. Im Herbst 2010 wurde er in den Vorstand des bayerischen Landesverbandes von Mehr Demokratie gewählt, in dem er sich für bundesweite Volksentscheide einsetzt; hierfür hält er auch Vorträge mit szenischen Spielen an Schulen.
Auf dem 41. Bundesparteitag der ÖDP am 13. November 2010 in Regensburg setzte er sich gegen zwei Mitbewerber durch und wurde zum Parteivorsitzenden gewählt. Er trat damit die Nachfolge des Physikers Klaus Buchner an, der aus Altersgründen nicht mehr kandidiert hatte. Sein Passauer Stadtratsmandat legte Frankenberger Ende Januar 2011 nach eigenen Aussagen wegen der neuen Parteifunktion nieder.
Bei der Landtagswahl in Bayern 2013 trat Frankenberger als Direktkandidat im Stimmkreis München-Schwabing an. Er trat außerdem auf Platz 1 der ÖDP-Liste im Wahlkreis Oberbayern an. Vor der Wahl radelte Frankenberger in 90 Tagen durch die 90 bayerischen Landtagswahlkreise. Auch bei der Europawahl 2014 war Frankenberger Kandidat der ÖDP.
Im Juni 2014 kündigte Frankenberger seinen Ausstieg aus der Politik an. Im November 2014 verlor Frankenberger in einer Kampfabstimmung den Bundesvorsitz an Gabriela Schimmer-Göresz. Er trat im Februar 2015 aus der ÖDP aus.
2015 bis 2019 war Frankenberger in der Fachgruppe Sport und Freizeit beinahe eine Periode lang Branchensprecher der austriaguides in Oberösterreich  der Wirtschaftskammer Österreich (WKO). (Die WKO Wahlen finden alle fünf Jahre statt und sind Fraktionswahlen, keine Persönlichkeitswahlen.) Von 2015 bis 2020 leitete er fünfmal den oberösterreichischen Fremdenführerkurs am WIFI Linz.
Im Januar 2024 ist Frankenberger in Sizilien zum Präsidenten der World Federation of Tourist Guide Associations (WFTGA) gewählt worden nachdem er seit 2021 immer wieder als Vizepräsident und technischer Administrator des Verbandes gewirkt hatte.

## Rolle beim Nichtraucherschutz

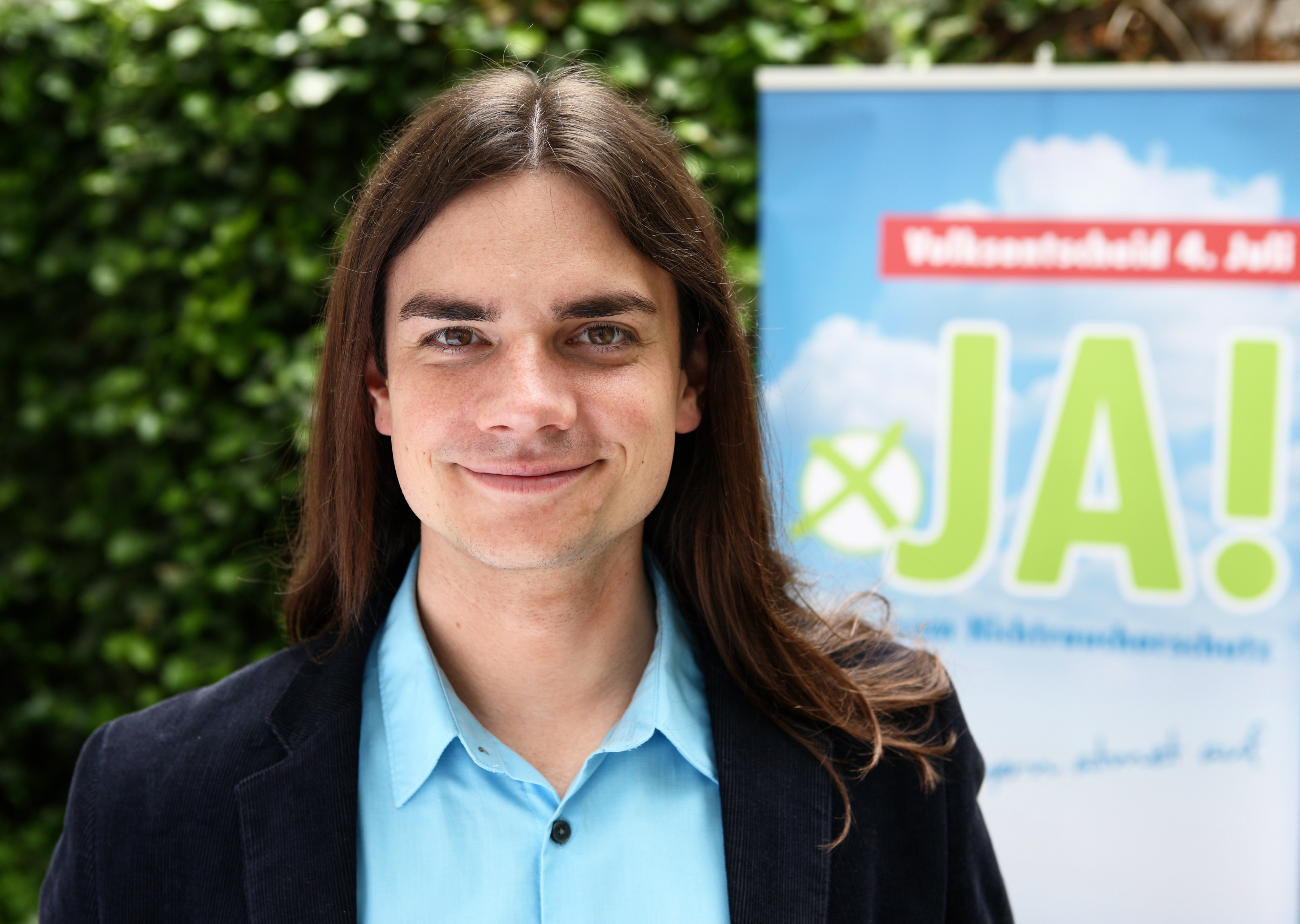
Frankenberger (2010)

Von 1996 bis 1998 hatte die ÖDP mit „Schlanker Staat ohne Senat“ bereits ein erfolgreiches Volksbegehren betrieben. Seit 2007 setzte sich Frankenberger dafür ein, über die ÖDP ein Volksbegehren zum Nichtraucherschutz zu initiieren. Als die seit 2008 amtierende bayerische Staatsregierung aus CSU und FDP eine Lockerung der Rauchverbote in Gaststätten einführte, lancierte die ÖDP das Volksbegehren „Für echten Nichtraucherschutz!“. Nachdem sich Ende 2009 in der 14-tägigen Frist 13,9 Prozent der Stimmberechtigten in die Unterstützerlisten eingetragen hatten (es wären lediglich 10 % notwendig gewesen) und der Landtag die Gesetzesänderung aufgrund des Volksbegehrens ablehnte, kam es am 4. Juli 2010 bayernweit zu einem Volksentscheid, bei dem 61 % der abgegebenen Stimmen für die Verschärfung des Nichtraucherschutzes votierten.
Das Gesetz zum Schutz der Gesundheit (Gesundheitsschutzgesetz – GSG) vom 23. Juli 2010 trat zum 1. August 2010 in Kraft.
In der Folgezeit wurde Frankenberger Ziel zahlreicher Anfeindungen. So erhielt er Morddrohungen, ebenso wurde er in E-Mails als „Nazi“ beschimpft. Zudem wurde er beim Besuch in Restaurants und Kneipen sowohl von Wirten als auch von Gästen beleidigt oder erhielt Hausverbot. 2010 wurde er aufgrund seiner Aktivitäten im Vorfeld des 200. Münchener Oktoberfestes beim Schichtl öffentlich „geköpft“.
Frankenberger trat häufig in Talkshows mit der Forderung nach mehr direkter Demokratie auf, u. a. bei hart aber fair, Maybrit Illner, Michel Friedman und Peter Hahne. Aufgrund seines Einsatzes für den Nichtraucherschutz wurde er für den bayerischen Verdienstorden vorgeschlagen und für den Politikaward 2010 nominiert.
2011 wurde Frankenberger bei einer Veranstaltung der ÖDP im Rahmen des Politischen Aschermittwochs in einer Gaststätte von deren Besitzer des Lokals verwiesen. Die Veranstaltung, bei der Frankenberger als Redner auftreten sollte, musste deshalb kurzfristig örtlich verlegt werden.
In einer Phoenix-Polittalk-Sendung nannte ihn der ZDF-Journalist Wolfgang Herles einen „wildgewordenen Jungfaschisten“. Gegen die Bezeichnung hat Frankenberger daraufhin eine strafbewehrte Unterlassungserklärung erwirkt.

## Bibliographie
- Volk, entscheide! – Visionen eines christlichen Politrebells. Autobiographie. Kösel-Verlag, München 2011, ISBN 978-3-466-37025-2;[28]
- "Digital Public Affairs: Social Media für Unternehmen, Verbände und Politik". Essay zusammen mit Sofie Langmeier "Die integrierte Kampagne: Wie digitale Medien zum Erfolg eines Volksbegehrens führen". Helios Media, Köln 2011, ISBN 978-3-942263-09-2;[29]